# Bataille d'Ostrołęka (1831)
Pour les articles homonymes, voir Bataille d'Ostrołęka.
insurrection polonaise de 1830-1831
Batailles
- Stoczek
- Dobra
- Kałuszyn
- Wawer
- Nowa Wieś
- Białołęka
- Grochow
- Kurow
- Wawer
- Debe Wielkie
- Domanice
- Iganie
- Kazimierz Dolny
- Ostrołęka
- Wola

La bataille d'Ostrołęka ou d'Ostrolenka a eu lieu le 26 mai 1831 près de la ville d'Ostrołęka, située à 100 km au nord-est de Varsovie, au cours de l'insurrection polonaise de 1830-1831. 
Elle oppose les troupes du royaume de Pologne insurgé, commandées par le général Skrzynecki, et les troupes impériales russes du général Hans Karl von Diebitsch. Elle s'achève comme une défaite de l'armée polonaise, venue de Varsovie mais qui, après avoir conquis Ostrolenka, n'a pas pu s'y maintenir.

## Contextes

### Contexte politique
L'insurrection du royaume de Pologne contre le tsar de Russie et roi de Pologne Nicolas I commence le 29 novembre 1830. Un gouvernement provisoire est installé le 3 décembre. Les négociations avec le tsar échouent, Nicolas exigeant la reddition sans conditions. 
Le 25 janvier, la diète le destitue du trône de Pologne, proclamant ainsi l'indépendance du royaume, et instaure le Gouvernement national, présidé par le prince Adam Czartoryski. 
Le 4 février, l'armée russe lance l'offensive sous le commandement du général Diebitsch. Mais elle se heurte à l'armée du royaume de Pologne, dont le commandant en chef est alors le prince Michel Radziwill.

### Contexte militaire
L'offensive russe de février échoue sur la résistance de l'armée polonaise, notamment lors de la bataille de Grochow (25 février). Le commandement en chef passe cependant au général Skrzynecki.
Après un mois de mars de reconstitution des forces (des deux côtés), l'armée polonaise échoue à reprendre la ville de Siedlce, à l'est de Varsovie, malgré le succès d'Iganie le 10 avril. Le 27 avril, l'armée polonaise perd le corps (4 000 hommes) du général Dwernicki, obligé de passer en Autriche où il est interné.
Skrzynecki, poussé par le pouvoir politique, décide alors d'attaquer la Garde impériale russe, commandée par le grand-duc Michel, stationnée entre Łomża et Ostrołęka. 
Le 14 mai, 44 000 hommes sont rassemblés à Serock, au nord de Varsovie, puis envoyés contre le grand-duc. 
Mais aux approches d'Ostrołęka, ils trouvent face à eux non seulement la Garde, mais une bonne partie de l'armée russe montée de Siedlce sous les ordres de Diebitsch.

## La bataille

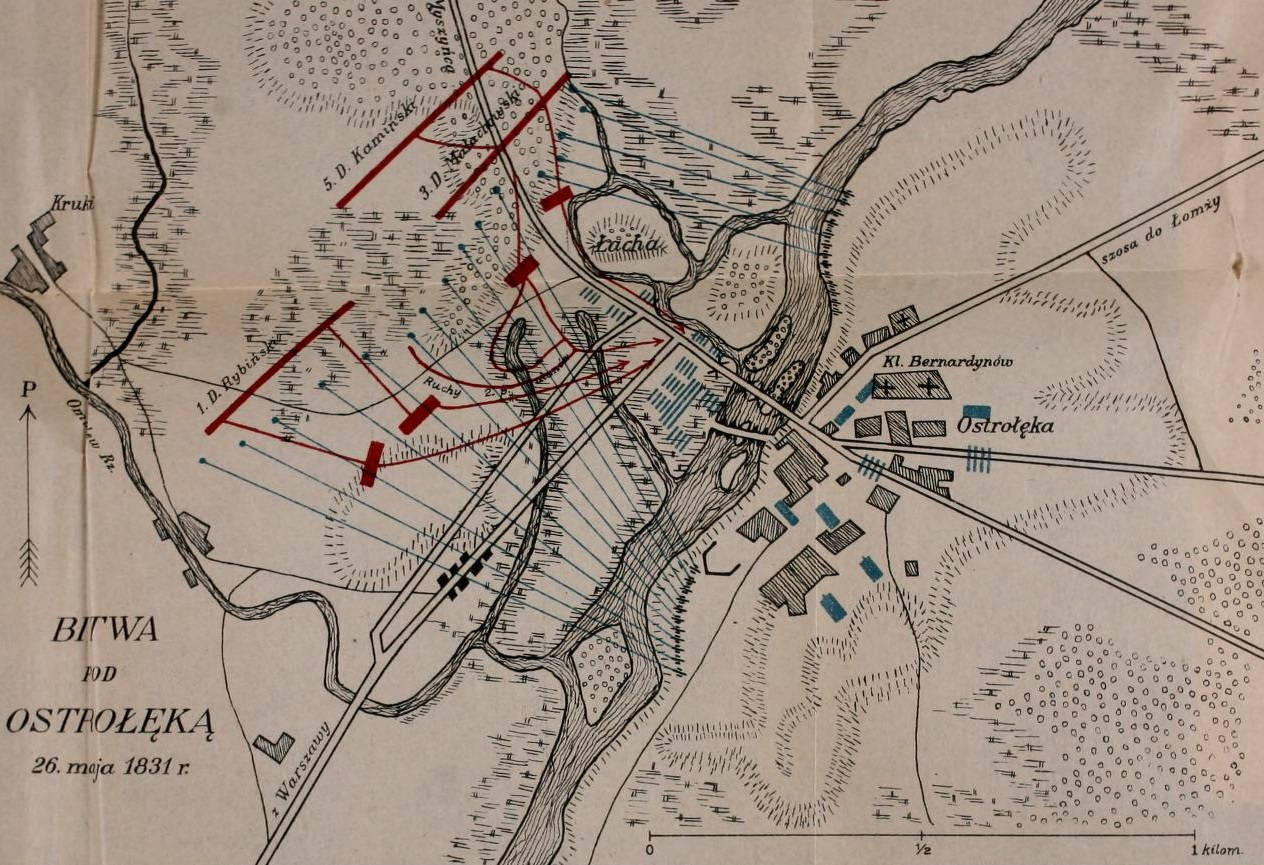
La ville d'Ostrolenska

### Les manœuvres préliminaires (14-24 mai)
Les Polonais longent la rive droite de la Narew de Serock à Pułtusk. Le 18 mai ils entrent dans Ostrolenka. Les troupes de la garde impériale russe se retirent en direction de Bialystock. 
Le 20 mai, une division polonaise marche sur Łomża, tandis que le général Skrzynecki s'avance sur Tykocin pour couper la retraite aux Russes quittant Łomża. 
Le 21, les Polonais attaquent Tykocin ; après l'avoir défendue toute une journée, les Russes se retirent. Le colonel français Langermann, ancien aide de camp du général Lamarque, est cité pour sa bravoure par le général polonais.

### L'engagement principal (25-27 mai)
Le plan de l'armée russe est de réunir ses forces et de mener une offensive pour couper les communications entre le général Skrzynecki et le corps du général Gielgud, qui avait été envoyé en Lituanie.[pas clair]
Se voyant en danger, Skrzynecki revient à Ostrolenka et fait franchir la Narew à son armée. Le 25, la plus grande partie l'armée effectue ce passage, mais le 26 au matin, l'arrière-garde est attaquée par les Russes. Ne pouvant se maintenir dans Ostrolenka, frappée par l'artillerie russe, le corps commandé par Skrzynecki traverse la rivière sous le feu sans avoir le temps de détruire le pont. Les Polonais tentent d'empêcher l'ennemi de prendre position ; après un combat acharné, les Russes envoient des troupes fraîches ; les Polonais renoncent à reprendre le pont et commencent une retraite jusqu'à Praga (faubourg de Varsovie sur la rive droite de la Vistule). 

### Bilan des pertes
De l'aveu du général Skrzynecki : 5 000 hommes sont hors de combat, parmi lesquels des généraux ainsi que 30 officiers d'état-major et 125 de grades inférieurs qui ont été tués. Les pertes russes sont aussi considérables. Cette bataille met un terme aux succès polonais.
Selon Roman Sołtyk : Le champ de bataille était de part et d'autre jonché de morts et l'on évalue la perte des Polonais à 7 000 hommes, y compris quelques centaines de prisonniers faits à Ostrołęka, et celle des Russes à 10 000 hommes. Mais la plus déplorable fut la mort des généraux Kicki et Kamieński, qui tous deux tombèrent sur le champ de bataille : ils furent distingués par leur courage et leurs capacités.

## Suites
Du côté polonais, le général Skrzynecki a perdu la confiance générale. C'est cependant seulement le 10 août qu'il est remplacé, sans grands effets du reste.
Après la mort de Diebitsch le 10 juin, le commandement russe passe à Ivan Paskevitch. En juillet, celui-ci lance une nouvelle offensive visant à prendre Varsovie par l'ouest après un grand mouvement tournant. Varsovie tombe le 8 septembre et les derniers points de résistance polonais en octobre. 

## Mémoire de la bataille d'Ostrolenka

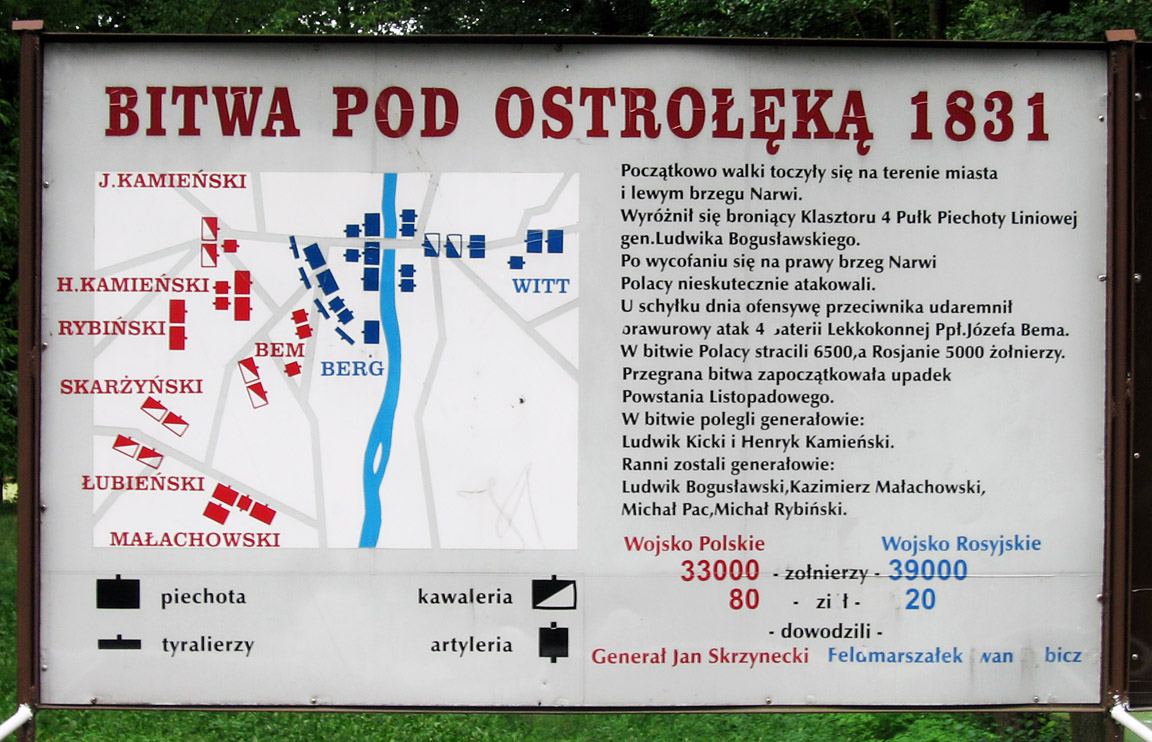
Panneau commémorant la bataille

Symbole de l'échec du soulèvement de 1830-1831, la bataille d'Ostrolenka a aussi laissé des souvenirs d'héroïsme. 
Les blessés polonais ont en effet été sauvés grâce au courage du 4e régiment d'infanterie (le « Czwartacy »), qui a repoussé plusieurs charges de cavalerie et d'infanterie, et de la 4e batterie d'artillerie, dirigée par le lieutenant-colonel Bem. Julius Moser, poète et écrivain allemand, a commémoré le 4e régiment dans son poème Die letzten Zehn vom vierten Regiment (« Les derniers instants du 4e régiment »), traduit dans plusieurs langues. 
Le poète norvégien Johan Sebastian Welhaven a également été inspiré par cette bataille.